# Christine Korsgaard
Christine Marion Korsgaard (Chicago, 9 aprile 1952) è una filosofa statunitense, professoressa emerita all'Università di Harvard.
I suoi principali interessi accademici riguardano la filosofia morale e la sua storia, la relazione tra filosofia morale e metafisica, la filosofia della mente, la teoria dell'identità personale, la teoria delle relazioni personali e la normatività in generale.

## Biografia
Korsgaard ha frequentato per due anni l'Università di Eastern Illinois, si è poi trasferita per conseguire un Bachelor all'Università dell'Illinois e un dottorato ad Harvard, dove è stata allieva di John Rawls. Le è stato conferito un LHD Doctor of Humane Letters onorario dall'Università dell'Illinois nel 2004.
Ha insegnato a Yale, all'Università della California a Santa Barbara e all'Università di Chicago; dal 1991 è professoressa all'Università di Harvard, dove è stata Arthur Kingsley Porter Professor of Philosophy, ed è ora emerita.
Nel 1996 Korsgaard ha pubblicato un libro intitolato The Sources of Normativity ("Le origini della normatività"), versione riveduta delle sue Tanner Lectures on Human Values, nonché una raccolta dei suoi lavori passati sulla filosofia morale di Kant e sugli approcci kantiani alla filosofia morale contemporanea: Creating the Kingdom of Ends ("Creando il regno dei fini"). Nel 2002 è stata la prima donna a tenere le John Locke Lectures all'Università di Oxford, da cui è nato il libro del 2009 Self-Constitution: Agency, Identity, and Integrity.
È stata eletta come Fellow dell'American Academy of Arts & Sciences nel 2001 e Corresponding Fellow della British Academy nel 2015. È stata presidente della divisione orientale dell'American Philosophical Association nel periodo 2008-2009 e ha ricevuto il Mellon Distinguished Achievement Award dal 2006 al 2009.

## Pubblicazioni selezionate

### Libri
- (2018) Fellow Creatures: Our obligations to other animals, Oxford University Press, ISBN 978-0198753858.
- (2009) Self-Constitution: Agency, Identity, and Integrity, Oxford University Press.
- (2008) The Constitution of Agency, Oxford University Press.
- (1996a) The Sources of Normativity, New York: Cambridge University Press, ISBN 0-521-55059-9.
- (1996b) Creating the Kingdom of Ends, New York: Cambridge University Press, ISBN 0-521-49644-6.

### Articoli
- (1986) "Skepticism about Practical Reason," The Journal of Philosophy 83 (1): 5-25.  (Ristampa in as ch.11 in Korsgaard (1996b), pp. 311–334.)
- (1997) "The Normativity of Instrumental Reason," ch. 8 in Garrett Cullity & Berys Gaut (eds.) Ethics and Practical Reason, Oxford: Clarendon Press, pp. 215–54.  (Ristampa con postfazione in Korsgaard (2008), pp. 27–69.)